# NFL's Greatest: San Francisco vs. Dallas 1978-1993
NFL's Greatest: San Francisco vs. Dallas 1978-1993 est un jeu vidéo de football américain sorti en 1993 sur Mega-CD. Le jeu a été développé et édité par Sega.